# Gabriel Inocêncio
Gabriel de Souza Inocêncio (Presidente Prudente, 20 agosto 1994) è un calciatore brasiliano, difensore della Chapecoense.

## Carriera
Gabriel ha iniziato la propria carriera nel Toledo Colônia Work, nello stato del Paraná, dopo aver giocato per una piccola squadra della città natale chiamata Centro de Treinamento Revelação. In seguito ha giocato, sempre a livello giovanile, con América-SP, Grêmio Osasco, Red Bull Brasil, Grêmio Barueri e Grêmio.
Nel 2013 ha firmato per il Monte Azul e ha fatto il suo debutto in prima squadra l'8 settembre dello stesso anno nella vittoria casalinga per 3-1 sul Mirassol in Copa Paulista. Ha segnato il suo primo gol il 5 ottobre 2013, nella sconfitta casalinga per 5-1 contro il São Caetano.
Dopo aver giocato di rado durante la Série A2 Paulista del 2014, è stato ceduto in prestito all'Olímpia. Con il club è stato utilizzato principalmente come attaccante o centrocampista ed ha segnato sette gol mancando di poco la promozione in Série A3.
Rientrato al Monte Azul, ha giocato con frequenza nel campionato statale prima di passare nel mese di agosto in prestito al Fernandópolis fino al termine dell'anno. Pur giocando con poca continuità, ha aiutato il club a centrare la promozione in Série A3.
Il 17 dicembre 2015 ha firmato con l'Inter de Lages. Inizialmente titolare nel Campionato Catarinense concluso al sesto posto, nel corso della Série D dello stesso anno è finito in fondo alle gerarchie giocando solamente due incontri.
Il 28 luglio 2016 è tornato nello Stato di San Paolo unendosi al Mirassol. Ha disputato la Copa Paulista dell'anno, segnando una volta in otto presenze e terminando il percorso nella seconda fase.
Nel dicembre 2016 è stato ceduto in prestito al Taubaté. Dopo aver trascorso i primi due mesi come riserva, a marzo 2017 ha scalato le gerarchie ed è stato tenuto in rosa anche per la Copa Paulista. Dopo l'eliminazione dalla coppa è passato in prestito al Maringá dove ha vinto la Taça FPF disputando quattro incontri.
Il 1º novembre 2017 ha firmato per il Barretos tornando nella terza divisione Paulista. A causa dell'infortunio del titolare Crystian è stato trasformato in terzino destro, posizione che gli ha garantito un minutaggio maggiore rispetto alla sua precedente posizione a centrocampo.
Il 12 luglio 2018 si è accordato con il Noroeste, dove ha giocato due soli incontri fino alla rescissione del contratto il 9 ottobre seguente. Il 23 novembre è stato presentato dal Rio Preto, ma il trasferimento non si è mai concretizzato.
Il 17 gennaio 2019 ha fatto ritorno nel club dove ha esordito a 19 anni, il Monte Azul, ritornando a giocare principalmente come centrocampista. Impiegato con regolarità, al termine della stagione ha ottenuto la promozione in Série A2.
Il 6 giugno 2019 è stato ceduto in prestito all'EC São Bernardo per la Copa Paulista dell'anno. Titolare indiscusso, ha realizzato due reti nel corso della competizione contribuendo al raggiungimento delle semifinali. Dopo un breve ritorno al Monte Azul, il 22 giugno 2020 è stato annunciato dal Boa Esporte, sempre in prestito. Nel nuovo club ha trovato continuità di impiego in Série C, non riuscendo però ad evitare la retrocessione al termine dell'anno.
Il 5 gennaio 2021, ancora di proprietà di Monte Azul, è stato prestato al São Bento. È salito agli onori della cronaca nazionale quando ha reso omaggio al defunto padre dopo aver realizzato una rete nel pareggio per 1-1 contro il Corinthians nel Campionato Paulista. Nel maggio seguente si è trasferito in prestito al Vitória in Série B, ma è stato registrato solo il 15 giugno dopo essersi completamente ripreso da un infortunio al ginocchio. Tuttavia, a ottobre, dopo sole tre partite, è stato messo ai margini della rosa non rientrando nei progetti del club, che al termine della stagione è stato retrocesso.
Il 19 gennaio 2022, il São Bernardo ha annunciato il suo arrivo in prestito per il Campionato Paulista 2022. Dopo aver perso diverse partite a causa di una mano rotta, ha rescisso il contratto il 6 aprile, dopo sole tre presenze.
Il 7 giugno 2022 ha firmato un contratto con l'Água Santa. Impiegato nuovamente come terzino sinistro, ha giocato con regolarità sia in Coppa sia nel Campionato Paulista.
Il 12 aprile 2023, il Santos ha annunciato il suo arrivo in prestito fino alla fine dell'anno, con una clausola di acquisto. Ha fatto il suo debutto in Série A undici giorni dopo, sostituendo Nathan Santos nel pareggio casalingo per 0-0 contro l'Atlético Mineiro. Nonostante la concorrenza di João Lucas e Nathan Santos è diventato titolare sotto la guida dell'allenatore Odair Hellmann, venendo impiegato su entrambe le fasce.

## Statistiche

### Presenze e reti nei club
Statistiche aggiornate all'11 giugno 2023.
| Stagione          | Squadra           | Campionato        | Campionato | Campionato | Coppe nazionali | Coppe nazionali | Coppe nazionali | Coppe continentali | Coppe continentali | Coppe continentali | Altre coppe | Altre coppe | Altre coppe | Totale | Totale | Totale |
| Stagione          | Squadra           | Comp              | Pres       | Reti       | Comp            | Pres            | Reti            | Comp               | Pres               | Reti               | Comp        | Pres        | Reti        | Pres   | Reti   |        |
| ----------------- | ----------------- | ----------------- | ---------- | ---------- | --------------- | --------------- | --------------- | ------------------ | ------------------ | ------------------ | ----------- | ----------- | ----------- | ------ | ------ | ------ |
| 2013              | Monte Azul        |                   | -          | -          |                 | -               | -               |                    | -                  | -                  | CP          | 8           | 1           | 8      | 1      |        |
| 2014              | Monte Azul        | A2/SP             | 1          | 0          |                 | -               | -               |                    | -                  | -                  |             | -           | -           | 1      | 0      |        |
| 2014              | Olímpia           | SD/SP             | 25         | 7          |                 | -               | -               |                    | -                  | -                  |             | -           | -           | 25     | 7      |        |
| 2015              | Monte Azul        | A2/SP             | 19         | 1          |                 | -               | -               |                    | -                  | -                  |             | -           | -           | 19     | 1      |        |
| 2015              | Fernandópolis     | SD/SP             | 10         | 2          |                 | -               | -               |                    | -                  | -                  |             | -           | -           | 10     | 2      |        |
| 2016              | Inter de Lages    | PD/SC+D           | 19+2       | 1+0        | CB              | 2               | 0               |                    | -                  | -                  |             | -           | -           | 23     | 1      |        |
| 2016              | Mirassol          | A2/SP             | 0          | 0          |                 | -               | -               |                    | -                  | -                  | CP          | 12          | 2           | 12     | 2      |        |
| 2017              | Taubaté           | A2/SP             | 10         | 0          |                 | -               | -               |                    | -                  | -                  | CP          | 11          | 0           | 21     | 0      |        |
| 2017              | Maringá           | SD/PR             | 0          | 0          |                 | -               | -               |                    | -                  | -                  | T-FPF       | 4           | 0           | 4      | 0      |        |
| 2018              | Barretos          | A3/SP             | 19         | 0          |                 | -               | -               |                    | -                  | -                  |             | -           | -           | 19     | 0      |        |
| 2018              | Noroeste          | A3/SP             | 0          | 0          |                 | -               | -               |                    | -                  | -                  | CP          | 2           | 0           | 2      | 0      |        |
| 2019              | Monte Azul        | A3/SP             | 20         | 2          |                 | -               | -               |                    | -                  | -                  |             | -           | -           | 20     | 2      |        |
| 2019              | EC São Bernardo   | A3/SP             | 0          | 0          |                 | -               | -               |                    | -                  | -                  | CP          | 23          | 2           | 23     | 2      |        |
| 2020              | Monte Azul        | A2/SP             | 11         | 2          |                 | -               | -               |                    | -                  | -                  |             | -           | -           | 11     | 2      |        |
| Totale Monte Azul | Totale Monte Azul | Totale Monte Azul | 51         | 5          |                 | -               | -               |                    | -                  | -                  |             | 8           | 1           | 59     | 6      |        |
| 2020              | Boa Esporte       | M1/MG+C           | 2+16       | 1+0        |                 | -               | -               |                    | -                  | -                  |             | -           | -           | 18     | 1      |        |
| 2021              | São Bento         |                   | -          | -          |                 | -               | -               |                    | -                  | -                  | CP          | 10          | 1           | 10     | 1      |        |
| 2021              | Vitória           | B                 | 2          | 0          | CB              | 1               | 0               |                    | -                  | -                  |             | -           | -           | 3      | 0      |        |
| 2022              | São Bernardo      | A1/SP             | 3          | 0          |                 | -               | -               |                    | -                  | -                  |             | -           | -           | 3      | 0      |        |
| 2022              | Água Santa        |                   | -          | -          |                 | -               | -               |                    | -                  | -                  | CP          | 11          | 3           | 11     | 3      |        |
| 2023              | Água Santa        | A1/SP             | 13         | 0          |                 | -               | -               |                    | -                  | -                  |             | -           | -           | 13     | 0      |        |
| Totale Água Santa | Totale Água Santa | Totale Água Santa | 13         | 0          |                 | -               | -               |                    | -                  | -                  |             | 11          | 3           | 24     | 3      |        |
| 2023              | Santos            | A                 | 9          | 0          | CB              | 3               | 0               |                    | -                  | -                  |             | -           | -           | 12     | 0      |        |
| Totale carriera   | Totale carriera   | Totale carriera   | 181        | 16         |                 | 6               | 0               |                    | -                  | -                  |             | 81          | 9           | 268    | 25     |        |

## Palmarès

### Club

#### Competizioni statali
- Taça FPF: 1

Maringá: 2017